# Cuicirama cayennensis
Cuicirama cayennensis là một loài bọ cánh cứng trong họ Cerambycidae.